# Yael Stone
Yael Stone (* 6. března 1985 Sydney, Austrálie) je australská divadelní a televizní herečka. Za své divadelní role získala dvě ceny Sydney Theatre Awards. Mimoto též ztvárnila Lornu Morello v seriálu Holky za mřížemi.

## Životopis
Narodila se a vyrostla v Sydney jako dcera zdravotní sestry Judy a architekta Harryho. Je Židovka a její otec pochází z Československa. Její bratr, Jake Stone, je hlavním zpěvákem skupiny Bluejuice. Její sestra, Elana Stone, se též živí jako hudebnice. Studovala na umělecké střední škole Newtown a na Národním institutu dramatických umění (NIDA).
S herectvím začala již v dětském věku, kdy získala role ve filmu Já, jenom já a v minisérii Farma. Poté pracovala převážně v divadle, v roce 2008 získala dvě ceny Sydney Theatre Awards v kategoriích nejlepší nováček a nejlepší herečka ve vedlejší roli, za její výkon ve hře The Kid. Též se objevovala v televizi v menších rolích v seriálech All Saints a Spirited. V letech 2010 a 2011 hrála v inscenaci The Diary of a Madman a byla opět nominovaná na Sydney Theatre Awards pro nejlepší herečku ve vedlejší roli. V únoru 2011 s touto inscenací zavítala do New Yorku a poté ztvárnila hlavní role ve hrách A Golem Story, Summer of the Seventeenth Doll a Jak se vám líbí.
V prosinci 2011 se natrvalo přestěhovala do New Yorku a založila experimentální divadelní společnost. Po čtyřech měsících v New Yorku byla obsazena do seriálu Netflixu s názvem Holky za mřížemi. Seriál pojednává o ženské věznici a Stone zde ztvárnila Lornu Morello, vězeňkyni z New Jersey. Tato role byla v její kariéře zlomová. První dvě série patřila mezi vedlejší postavy, od třetí byla povýšena mezi postavy hlavní.
V roce 2012 si vzala australského herce Dana Spielmana, se kterým žije v New Yorku.

## Filmografie
| Rok       | Název            | Role              | Poznámky              |
| --------- | ---------------- | ----------------- | --------------------- |
| 1999      | Já, jenom já     | Stacy             |                       |
| 2001      | Farma            | mladá Sam Cooper  | minisérie             |
| 2007      | West             | Stacey            |                       |
| 2007–2008 | All Saints       | Ann-Marie Preston | 14 epizod             |
| 2010–2011 | Spirited         | Linda             | 13 epizod             |
| 2011      | Jailbirds        | Lucy              | krátký film           |
| 2013–2019 | Holky za mřížemi | Lorna Morello     | jedna z hlavních rolí |
| 2015      | Childhood's End  | Peretta Jones     | minisérie             |

## Ocenění a nominace
| Rok  | Ocenění                                     | Kategorie                              | Nominovaná práce | Výsledek  |
| ---- | ------------------------------------------- | -------------------------------------- | ---------------- | --------- |
| 2014 | Cena Sdružení filmových a televizních herců | Nejlepší obsazení komediálního seriálu | Holky za mřížemi | vítězství |
| 2015 | Cena Sdružení filmových a televizních herců | Nejlepší obsazení komediálního seriálu | Holky za mřížemi | vítězství |